# Jean Pierre Prosper Godart de Belbeuf
Pour les articles homonymes, voir Famille Godart de Belbeuf, Godart de Belbeuf, Godart et Belbeuf (homonymie).
Jean Pierre Prosper Godart de Belbeuf, né en 1725 à Belbeuf et mort en 1811, troisième marquis de Belbeuf, est un magistrat français, procureur général au parlement de Normandie et grand panetier de Normandie.

## Biographie

### Famille
Il appartient à la famille Godart de Belbeuf.
Il est le fils de Pierre Godart de Belbeuf, marquis de Belbeuf, procureur général au Parlement de Normandie, et d’Hélène Augustine Le Pelletier de Saint-Gervais.
Il se marie en 1752 avec Elisabeth Agnès Le Sens de Folleville (+ 1753). Il se remarie en 1756 avec Marguerite Le Petit d'Aveine (+ 1802). Il se marie une troisième fois avec Marie Elisabeth Dufour de Beaumais.
En 1793, il est arrêté et emprisonné à Saint-Yon.
Son frère, Pierre-Augustin Godart de Belbeuf (1730-1808), est le dernier évêque d'Avranches.
Son fils issu de son deuxième mariage, Louis-Pierre-François Godart de Belbeuf, est député de la noblesse aux états généraux.

### Réalisations
Il a en partie dessiné les plans du château de Belbeuf, désormais propriété du groupe AXA.